# Herdi Prenga
Herdi Prenga (Zára, 1994. augusztus 31. –) horvátországi születésű albán válogatott labdarúgó, az FK RFS játékosa.

## Pályafutása

### Klubcsapatokban
Prenga a horvát Dinamo Zagreb akadémiáján nevelkedett. 2014 és 2017 között a városi rivális Lokomotiva labdarúgója volt, hatvanhat bajnoki mérkőzésen lépett pályára a csapat mezében. 2019 és 2020 között a lett Riga FC-ben futballozott, a klubbal kétszer is lett bajnoki címet szerzett. A 2021–22-es szezonban a Kisvárda FC labdarúgója volt, az NB I-ben a 2. helyen végeztek. 2022. július 8-án bejelentették, hogy a Budapest Honvédhez igazolt. 2023. június 28-án a fővárosi klub hivatalos honlapján közölte, hogy szerződést bont Prengával. 2023. július 8-án közölték, hogy a lett FK RFS-nél folytatja pályafutását.

### A válogatottban
Többszörös horvát és albán utánpótlás-válogatott, 2018. szeptember 7-én egy Izrael elleni Nemzetek Ligája mérkőzésen debütált az albán válogatottban.

#### Mérkőzései az albán válogatottban
| #  | Dátum                | Ellenfél | Eredmény | Kiírás          | Esemény |
| -- | -------------------- | -------- | -------- | --------------- | ------- |
| 1. | 2018. szeptember 7.  | Izrael   | 1 – 0    | Nemzetek Ligája | 72'     |
| 2. | 2018. szeptember 10. | Skócia   | 0 – 2    | Nemzetek Ligája | 46' 80' |

## Magánélete
Édesapja, Besnik szintén albán válogatott labdarúgó volt, jelenleg edzőként tevékenykedik.

## Sikerei, díjai
Riga FC
- Lett bajnok: 2019, 2020

 Kisvárda
- Magyar labdarúgó-bajnokság ezüstérmes: 2021–22